# كلارنس ستانلي فيشر
كلارنس ستانلي فيشر (بالإنجليزية: Clarence Stanley Fisher) هو عالم آثار أمريكي، ولد في 17 أغسطس 1876 في فيلادلفيا في الولايات المتحدة، وتوفي في 20 يوليو 1941 في القدس في إسرائيل.